# Callorhinus gilmorei
Callorhinus gilmorei — вимерлий вид морського котика, який мешкав у Японії та західній частині Північної Америки в період пліоцену та раннього плейстоцену.
Callorhinus gilmorei був схожий на свого близького родича, сучасного північного морського котика (C. ursinus). Він відрізнявся переважно більш примітивними зубними особливостями, такими як двокореневі щічні зуби, та будовою нижньої щелепи.